# Boofzheim
 Boofzheim (en alsacià Bofze) és un municipi francès, situat a la regió del Gran Est, al departament del Baix Rin. L'any 1999 tenia 1.030 habitants.
Forma part del cantó d'Erstein, del districte de Sélestat-Erstein i de la Comunitat de comunes del cantó d'Erstein.

## Demografia
| 1962 | 1968 | 1975 | 1982  | 1990  | 1999  |
| ---- | ---- | ---- | ----- | ----- | ----- |
| 784  | 825  | 899  | 1.052 | 1.065 | 1.030 |

## Administració
| Període   | Identitat       | Partit |
| --------- | --------------- | ------ |
| 2001-2008 | Pierre Gracient |        |
| 2008-     | Eric Klethi     |        |

## Agermanaments
- Sench Aubin e Cadalech